# Bebeto Alves
Luís Alberto Nunes Alves (Uruguaiana, 4 de novembro de 1954 – Porto Alegre, 7 de novembro de 2022), mais conhecido como Bebeto Alves, foi um cantor e compositor brasileiro. Considerado um dos nomes expoentes da MPG (Música Popular Gaúcha) nos anos 80, sempre buscou explorar músicas típicas do Rio Grande do Sul, como ranchos, toadas e milongas. Sendo assim, Bebeto foi um artista pioneiro na world music no Rio Grande do Sul.

## Biografia e carreira
Em 1970, muda-se da cidade de Uruguaiana para a capital Porto Alegre e anos depois monta com Ricardo Frota e Ronald Frota o grupo Utopia.
Participou da coletânea Paralelo 30, em 1978, só com artistas gaúchos. Seu primeiro disco solo, Bebeto Alves, é de 1981, mais tarde seguido por Notícia Urgente. Um de seus maiores sucessos foi Quando Eu Chegar, lançado em compacto em 1984.
Ao longo da década de 1980 incorporou ao seu estilo elementos pop, utilizando teclados, baixo elétrico e bateria eletrônica. Seus discos seguintes — Novo País, Pegadas, Danço Só, Milonga de Paus, Paisagem — mesclam a milonga e os ritmos gaúchos a diversos estilos como rock, reggae, pop e eletrônico.
Nos anos 90 participou de uma trilogia dedicada à obra do compositor regionalista gaúcho Mauro Moraes, ao lado de outros músicos como Marcello Caminha, Clóvis Boca Freire e Lucio Yanel. Integrou ainda o time de músicos que participou do disco Porto Alegre Canta Tangos, lançado inicialmente na Argentina.
Em 1997 produziu o CD de estreia da cantora gaúcha Luciana Pestano, com o hit Vá Embora, pelo selo Antídoto. No final do ano, a PolyGram - selo que estava distribuindo alguns títulos da fonográfica gaúcha como Júpiter Maçã, Tequila Baby e Papas da Língua - relança o mesmo álbum com capa e encarte novo.
Em 1998 edita pela RBS Discos, através da gravadora RGE, um álbum ao vivo gravado em Porto Alegre no Teatro Renascença do projeto Juntos - do qual também integrava Totonho Villeroy, Nelson Coelho de Castro e Gelson Oliveira. Excursionam por lugares da Europa e América do Sul.
Em 2000, junto com o lançamento de Bebeto Alves y la Milonga Nova (cujo show percorreu cidades europeias) editado pela Antídoto, teve alguns discos de carreira relançados pela cooperativa Gens.
Em 2004 lança seu álbum Blackbagualnegovéio, que contou até com uma interpretação para Paint It, Black dos ingleses The Rolling Stones, e grava um DVD mostrando o álbum ao vivo. Volta a editar um trabalho inédito quatro anos depois com Devoragem.
Participou também do grupo Los 3Plantados, junto de King Jim e Jimi Joe. Os três músicos, que passaram por transplantes de órgãos, promoviam uma campanha de motivação à doação de órgãos. Bebeto recebeu um transplante de fígado em 2013.
Em junho de 2022, foi internado com uma trombose pulmonar. Em agosto, quando retomava a agenda de shows após a pandemia de Covid-19, sofreu dois AVCs, sendo internado na UTI da Santa Casa de Porto Alegre. Faleceu em 7 de novembro do mesmo ano, depois de enfrentar um câncer de pulmão agravado por uma embolia.

## Vida pessoal
Era casado com a fotógrafa Simone Schlindwein desde o final dos anos 2000, vivendo em São Leopoldo desde 2013. Era pai da atriz Mel Lisboa, fruto da união com a astróloga Claudia Lisboa, com quem também teve anteriormente Luna Lisboa Alves. Era também pai de Kim Bins, fruto de uma relação posterior com Cristina Bins Ely. Em abril do ano de 2013, teve de fazer um transplante de fígado depois de anos tratando de uma hepatite tipo C que acabou convertendo-se em um tumor. Foi diretor do Centro de Música (CEMUS) da Funarte nos anos de 2011 a 2012. Exerceu o cargo de diretor do Instituto Estadual de Música (IEM) da Secretaria Estadual da Cultura do RS de 2000 a 2002, o de Secretário Municipal de Cultura e Turismo da cidade de Uruguaiana de 2003 a 2004, e, por fim, coordenador de música da Secretaria de Cultura da cidade de São Leopoldo no período 2009-10. Também exerceu o cargo de presidente da Cooperativa Mista de Músicos de Porto Alegre por dois anos, de 1988 a 1990.

## Discografia[13]
- 1978 - Paralelo Trinta (vinil) (Pentagrama) - com Cláudio Vera Cruz, Raul Ellwanger, Carlinhos Hartlieb, Nando D'Ávila e Nelson Coelho de Castro
- 1981 - Bebeto Alves (vinil) (CBS Discos)
- 1983 - Notícia Urgente (vinil) (Elektra)
- 1985 - Novo País (vinil) (Som Livre)
- 1987 - Pegadas (vinil) (Continental)
- 1988 - Danço Só (CD e vinil) (Novatrilha/distribuição de PolyGram) (reedição GEMS)
- 1991 - Milonga de Paus (Retaguarda) (reedição GEMS)
- 1993 - Paisagem (Retaguarda) (reedição GEMS)
- 1994 - De Aço e Algodão (ACIT)
- 1995 - Milongueando Uns Troços (RBS Discos/RGE Discos) - com José Cláudio Machado
- 1997 - Mandando Lenha (USA Discos) - com Lúcio Yanel e Clóvis Boca Freire
- 1998 - Juntos ao Vivo (RBS Discos/RGE Discos) - com Totonho Villeroy, Nelson Coelho de Castro e Gelson Oliveira
- 1999 - Milongamento (USA Discos) - com Mauro Moraes, Marcello Caminha
- 2000 - Porto Alegre canta tangos
- 2000 - Bebeto Alves y la milonga nova (Antídoto)
- 2001 - Paralelo trinta - Ontem e hoje (Unisinos) (releituras de temas dos autores + versão em CD do álbum de 1978) - com Cláudio Vera Cruz, Raul Ellwanger, Carlinhos Hartlieb, Nando D'Ávila e Nelson Coelho de Castro
- 2002 - Juntos 2 - Povoado das águas (Atração Fonográfica) - com Totonho Villeroy, Nelson Coelho de Castro e Gelson Oliveira
- 2004 - Voltas (UPA!)
- 2004 - Porto Reggae
- 2004 - Mais uma canção (UPA!) - compilação
- 2004/2006 - Blackbagualnegovéio (CD e DVD) (UPA!)
- 2008 - Devoragem (CD) (Bank7 Música)
- 2010 - Box Bebeto Alves 3D (Bank7 Música/AC2/SchlindWein/Fonomídia)
- 2010 - Cenas (Bank7 Música/AC2/SchlindWein/Fonomídia)
- 2010 - Bebeto Alves e Os Blackbagual (Bank7 Música/AC2/SchlindWein/Fonomídia)
- 2010 - O Maravilhoso Mundo Perdido (Bank7 Música/AC2/SchlindWein/Fonomídia)
- 2014 - Milonga Orientao (Stereophonica/Bank7 Música)
- 2018 - Oh Blackbagual Canção Contaminada (Produto Oficial)
- 2020 - Oh BlackBagual Pela Última Vez (Produto Oficial)
- 2021 - Contraluz (Produto Oficial)
- 2021 - Rock (Produto Oficial) - compilação

## Prêmios e indicações

### Prêmio Açorianos
| Ano  | Categoria                     | Indicação                                                                | Resultado |
| ---- | ----------------------------- | ------------------------------------------------------------------------ | --------- |
| 1992 | Espetáculo                    | Objeto em Exposição                                                      | Venceu    |
| 1993 | Letrista                      | Bebeto Alves                                                             | Venceu    |
| 1994 | Cantor                        | Bebeto Alves                                                             | Venceu    |
| 1997 | Cantor                        | Bebeto Alves                                                             | Venceu    |
| 1997 | Disco Regional                | Mandando Lenha (com Clóvis Boca Freire e Lúcio Yanel)                    | Venceu    |
| 1998 | Disco de MPB ou Samba         | Juntos (com Antonio Villeroy, Gelson Oliveira e Nelson Coelho de Castro) | Venceu    |
| 1999 | Espetáculo de Música Regional | Milongamento                                                             | Venceu    |
| 2000 | Espetáculo de MPB             | La Milonga Nova                                                          | Indicado  |
| 2000 | Intérprete de MPB             | Bebeto Alves                                                             | Indicado  |
| 2000 | Disco de MPB                  | Bebeto Alves y La Milonga Nova                                           | Indicado  |
| 2000 | Música ou Canção              | Festa dos Caranguejos                                                    | Indicado  |
| 2008 | Compositor de MPB             | Bebeto Alves                                                             | Venceu    |
| 2008 | Produtor Musical              | Bebeto Alves (por Devoragem)                                             | Indicado  |
| 2010 | Compositor de Pop/Rock        | Bebeto Alves                                                             | Venceu    |
| 2010 | Intérprete de Pop/Rock        | Bebeto Alves                                                             | Venceu    |
| 2010 | Disco de Pop/Rock             | Bebeto Alves em 3D                                                       | Indicado  |
| 2014 | DVD do Ano                    | Mais uma Canção                                                          | Venceu    |
| 2014 | Compositor de MPB             | Bebeto Alves                                                             | Indicado  |
| 2014 | Produtor Musical              | Marcelo Corsetti e Bebeto Alves (por Milonga Orientao)                   | Indicado  |